# Sabro-Korsvejskolen
Sabro Korsvejskolen er en dansk offentlig folkeskole, der blev grundlagt i 1964. Det er beliggende i Sabro, som en del af Aarhus Kommune.

## Oversigt
Skolen blev indviet i 1964 under navnet Sabro-Korsvejskolen. Med korrekt dansk retstavning benyttes i dag ligeledes navnet Sabro Korsvejskolen uden bindestreg
Folkeskolen dækker hele perioden af den obligatoriske uddannelse i alderen fra 6 til 16.
Den gennemsnitlige klassestørrelse er 23-25 elever i de mindre klasser og 20-23 elever i højere klasser. Skolen indskriver omkring 700 elever.

## Historie
Skolen skulle erstatte de mindre skoler i Lading, Skjoldelev, Fårup, Borum and Lyngby. Tidligt i den politiske proces blev den mere centrale by Mundelstrup overvejet, men ikke accepteret.
Skolen har navn efter Sabro Korsvej, en lille bebyggelse omkring krydset mellem to gamle landeveje, den nuværende primærrute 26 (Viborgvej eller Århus-Viborg landevej) og sekundærrute 511 (Stillingvej eller Randers-Skanderborg landevej) nordvest for Aarhus.

## Kommune reform
Ved kommunalreformen i 1970 blev Lading lavet til en del af Hammel Kommune og resten en del af Aarhus Kommune. Den oprindelige skole samfund blev afskaffet og skolen styret fra Aarhus Kommune.
Efter et par år besluttede byrådet i Hammel, at børn fra denne kommune bør stoppe med at gå i skole i Sabro og i stedet transporteres til kommunens hovedstad.
|  | Denne artikel om en bygning eller et bygningsværk kan blive bedre, hvis der indsættes et (bedre) billede. Du kan hjælpe ved at afsøge Wikimedia Commons for et passende billede eller lægge et op på Wikimedia Commons med en af de tilladte licenser og indsætte det i artiklen. |

56°12′42.34″N 10°1′25.19″Ø / 56.2117611°N 10.0236639°Ø